# Partito Nazional Bolscevico
Il Partito Nazional-Bolscevico (in russo Национал-большевистская партия?; NBP) è stato un partito politico russo, messo fuorilegge nel 2007.
Gruppi conosciuti con lo stesso nome, ma molto più piccoli e d'importanza pressoché irrilevante si ritrovano in Lettonia, Moldavia, Svezia e Ucraina.

## Storia
Nato nel 1992 col nome di Fronte Nazionale Bolscevico, fu fondato da Ėduard Limonov ispirandosi alle teorie di Aleksandr Dugin (che poi ne è uscito, assieme all'ala destra, fondando il Partito Eurasia), secondo cui era necessario salvare una parte dell'eredità bolscevica-sovietica (quella "nazionalista" opposta alla corrente "internazionalista"), coniugandola con le più recenti elaborazioni della Nuova Destra. Sia per sottolineare questo duplice carattere ideologico, sia per creare un'immagine "scandalosa" e dunque di sicuro impatto (come nella controcultura dei punk russi), il NBP ha adottato come proprio simbolo la falce e il martello all'interno d'un cerchio bianco su sfondo rosso, fondendo così un simbolo del comunismo al vessillo del Partito Nazionalsocialista Tedesco dei Lavoratori (NSDAP) e della Germania nazista, in una bandiera dove la svastica nera è sostituita dal simbolo socialista sempre dello stesso colore. Il partito nega accuse di razzismo e antisemitismo, celebra lo stalinismo ma senza voler ricreare il sistema totalitario. Il termine nazionalbolscevismo fu coniato negli anni '20 dall'esponente tedesco della rivoluzione conservatrice, avvicinatosi al comunismo, Ernst Niekisch, avversario di Hitler e che influenzò anche la sinistra nazista poi epurata dei fratelli Gregor e Otto Strasser (Fronte Nero), impostata sul socialismo nazionale più che sul razzismo.
Limonov ammira Stalin, Bakunin, Julius Evola e Yukio Mishima, come si può leggere nelle sue opere. Ha avuto Alain de Benoist, ideologo della Nuova Destra, tra i suoi alleati politici. Secondo la descrizione datane da Emmanuel Carrère, i suoi miti spaziano fino a Benito Mussolini, alla Banda Baader-Meinhof e ai mistici orientali, e da Lenin ai Sex Pistols.
Il NBP aderì subito al Fronte di Salvezza Nazionale, che riuniva comunisti e nazionalisti nell'opposizione contro Boris El'cin. Ben presto, però, il NBP fu costretto ad uscirne per dissapori con Vladimir Žirinovskij. Duri contrasti sorsero anche all'interno del NBP stesso, cosa che causò l'addio del suo ideologo Aleksandr Dugin. Oggi Limonov bolla Dugin di "tradimento", mentre Dugin accusa Limonov di avere depravato il nazional-bolscevismo, vendendo sé stesso e il partito ai nemici della Russia (in particolare agli Stati Uniti d'America).
In effetti Limonov ha notevolmente modificato l'impostazione politica del NBP: ha personalizzato il movimento, incentrandolo sull'esaltazione del suo capo; si è schierato in maniera radicale contro Vladimir Putin, tanto da concludere improbabili alleanze coi neoliberali; ha ammorbidito le critiche anti-occidentali e valutato positivamente anche la "rivoluzione arancione" ucraina. Negli ultimi anni una fetta consistente di militanti nazional-bolscevichi, che inizialmente si erano schierati con Limonov contro Dugin, verificata la mutata linea politico-ideologica del NBP hanno deciso di abbandonarlo.
Nell'agosto 2006 i dissidenti, guidati da Aleksej Golubovič, hanno creato un nuovo Fronte Nazional Bolscevico, alleato con il Evrazijskij Sojuz Molodëži, il nuovo gruppo giovanile di Aleksandr Dugin, decisamente anti-atlantista e (seppur da posizioni critiche) sostenitore del presidente Putin. Nel frattempo il troncone originario del NBP è incappato in gravi guai giudiziari e dal 2005 lotta nelle aule giudiziarie per modificare un decreto di bando. Dal 2006 fino al 2007 Limonov e i suoi seguaci si sono alleati ai neoliberali Garri Kasparov e Michail Kas'janov nel cartello Drugaja Rossija.
Nel 2010 l'ala sinistra del movimento è confluita nel partito L'Altra Russia fondato da Limonov. Attualmente il partito dichiara di avere circa quindicimila membri: in massima parte si tratta di giovani o intellettuali.

## Membri
- Ėduard Limonov (leader)
- Zachar Prilepin
- Egor Letov
- Aleksandr Dugin
- Roman Konoplev